# Stanley Cup

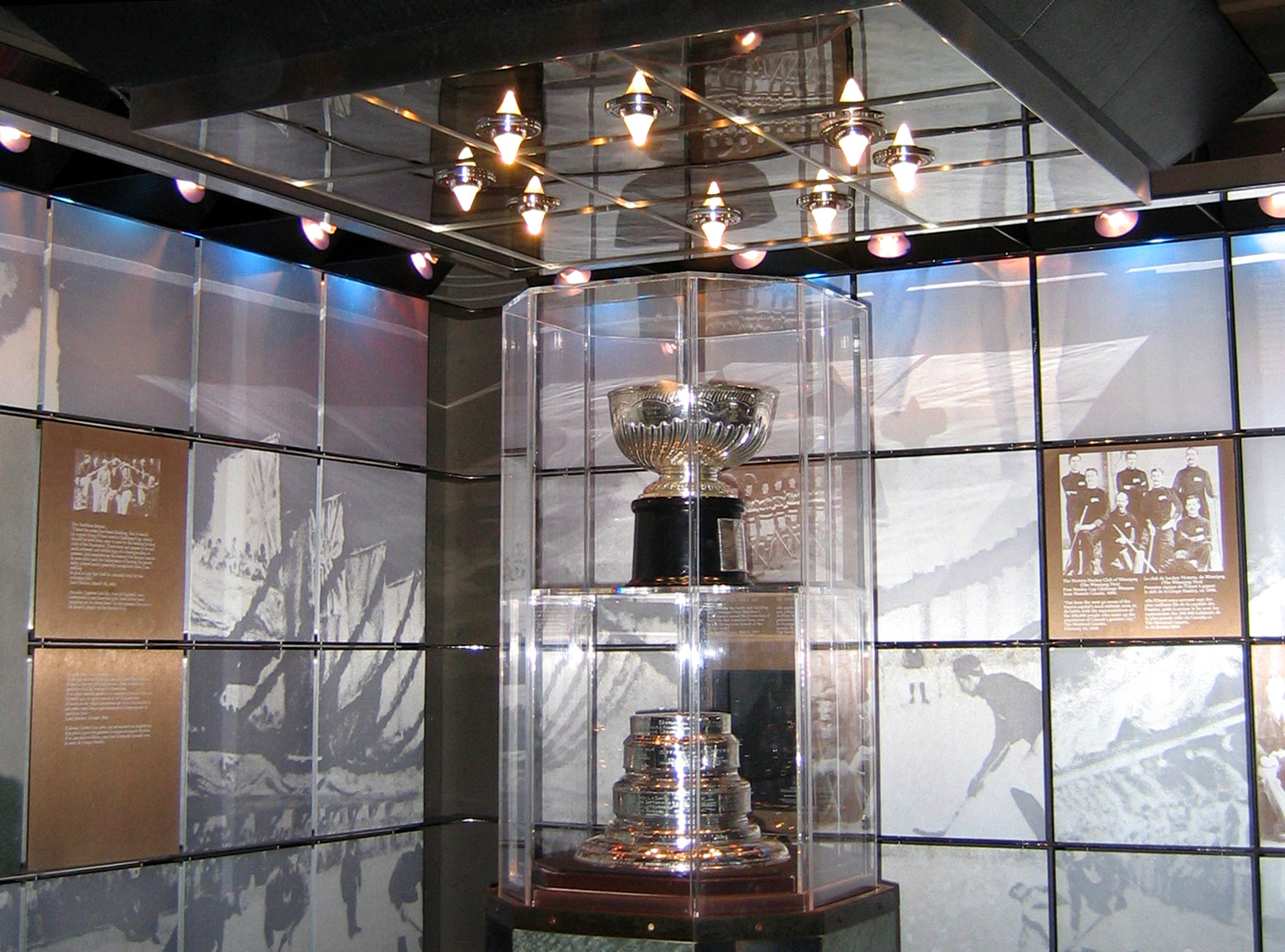
Originalet i Hockey Hall of Fames valv.

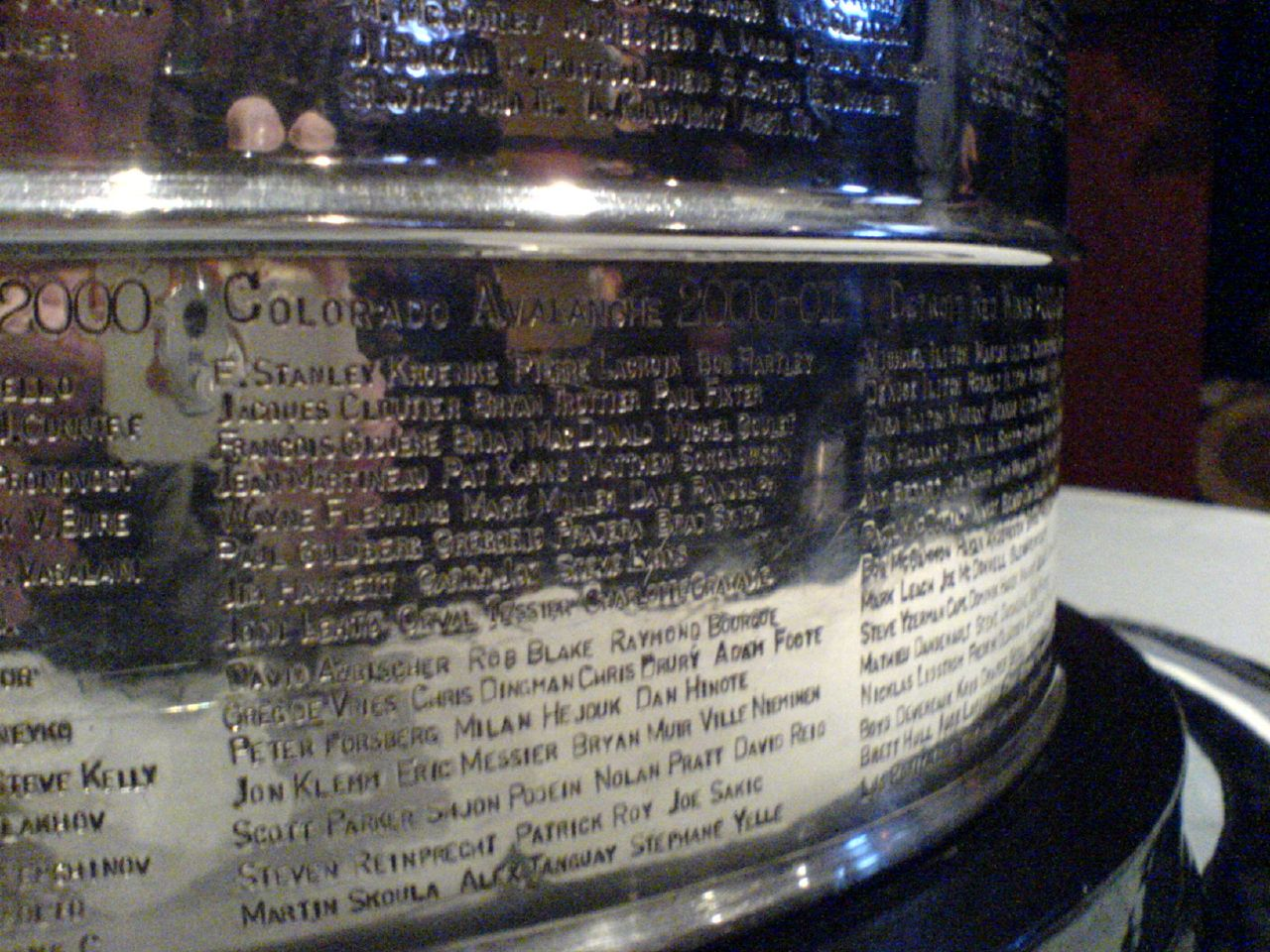
Alla vinnare av Stanley Cup får sina namn ingraverade i pokalen, här Colorado Avalanche säsongen 2000–01.

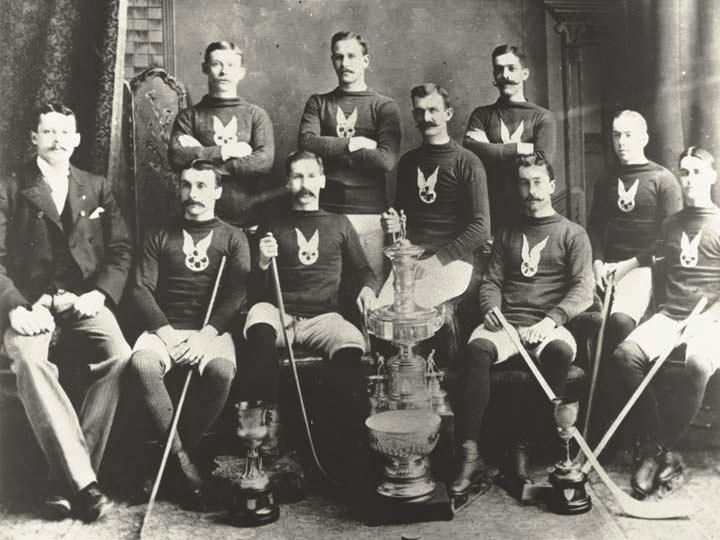
De allra första vinnarna av Stanley Cup, The Montreal Hockey Club från Montreal Amateur Athletic Association.

Stanley Cup är en pokal som överlämnas till vinnarna av slutspelet i National Hockey League/Ligue nationale de hockey (NHL/LNH). Spelarna, tränarna och ledarna i det vinnande laget får äran att få sina namn ingraverade på pokalen. Dessutom får varje spelare i det vinnande laget ta med sig pokalen hem för en tid. Pokalen får behållas av laget fram till att nästa säsongs slutspel avgjorts då den övertas av de nya vinnarna. Varje segrarlag och dess deltagande spelare skrivs in på en av ringarna på pokalen. När alla ringarna är fulla tas den äldsta bort och ersätts av en ny.
Ursprungligen var Stanley Cup ett vandringspris mellan olika ligor, men har sedan säsongen 1926/1927 enbart delats ut till vinnaren i NHL-slutspelet.
Stanley Cup har fått sitt namn efter Lord Stanley of Preston, som var Kanadas generalguvernör 1888–1893. Lord Stanleys son kom att börja spela ishockey vilket fick guvernören att själv intressera sig för spelet. 1892 donerade han pokalen som ett pris som skulle delas ut till Kanadas bästa amatörlag. Det officiella namnet var från början The Dominion Cup vilket syftade på dominionen Kanada. Med tiden kom pokalen istället att kallas Stanley Cup efter donatorn. Trofén var egentligen en stor bålskål som Lord Stanley lät arbeta om något. 
Från 1908 kom proffslagen i Kanada att tävla om pokalen istället för amatörlag som fick en ny trofé, Allan Cup. Pokalen kom att delas ut efter en match mellan vinnarna i två konkurrerande professionella ligor, Pacific Coast Hockey Association mot National Hockey Association. National Hockey Association lades sedermera ner och ersattes med National Hockey League (NHL) som lever kvar idag. Även Pacific Coast League lades ned, och Stanley Cup kom därför de facto att bli en angelägenhet enbart för NHL-lagen från och med 1926. Officiellt dröjde det dock till 1946 innan NHL övertog det formella ansvaret för Stanley Cup.

## Vinnare av Stanley Cup
Källa för vinnarna från och med 1918: 

### 1893–1926
| År   | Vinnare                             | Liga                                | Finalmotståndare                    | Liga                                | Resultat                            |
| ---- | ----------------------------------- | ----------------------------------- | ----------------------------------- | ----------------------------------- | ----------------------------------- |
| 1893 | Montreal AAA                        | AHAC                                | Inga utmanare                       |                                     |                                     |
| 1894 | Montreal AAA                        | AHAC                                | Ottawa Generals                     | AHAC                                |                                     |
| 1895 | Montreal Victorias                  | AHAC                                | Inga utmanare                       |                                     |                                     |
| 1896 | Winnipeg Victorias                  |                                     | Montreal Victorias                  | AHAC                                |                                     |
| 1896 | Montreal Victorias                  | AHAC                                | Winnipeg Victorias                  | MHL                                 |                                     |
| 1897 | Montreal Victorias                  | AHAC                                | Ottawa Capitals                     | CCHA                                |                                     |
| 1898 | Montreal Victorias                  | AHAC                                | Inga utmanare                       |                                     |                                     |
| 1899 | Montreal Victorias                  | CAHL                                | Winnipeg Victorias                  | MHL                                 |                                     |
| 1899 | Montreal Shamrocks                  | CAHL                                | Queen's University                  |                                     |                                     |
| 1900 | Montreal Shamrocks                  | CAHL                                | Winnipeg Victorias                  | MHL                                 |                                     |
| 1900 | Montreal Shamrocks                  | CAHL                                | Halifax Crescents                   |                                     |                                     |
| 1901 | Winnipeg Victorias                  |                                     | Montral Shamrocks                   | CAHL                                |                                     |
| 1902 | Winnipeg Victorias                  |                                     | Toronto Wellingtons                 | OHA                                 |                                     |
| 1902 | Montreal AAA                        | CAHL                                | Winnipeg Victorias                  | MHL                                 |                                     |
| 1903 | Montreal AAA                        | CAHL                                | Winnipeg Victorias                  | MHL                                 |                                     |
| 1903 | Ottawa Silver Seven                 | CAHL                                | Montreal Victorias                  | CAHL                                |                                     |
| 1903 | Ottawa Silver Seven                 | CAHL                                | Rat Portage Thistles                |                                     |                                     |
| 1904 | Ottawa Silver Seven                 | CAHL                                | Winnipeg Rowing Club                |                                     |                                     |
| 1904 | Ottawa Silver Seven                 |                                     | Toronto Marlboros                   | OHA                                 |                                     |
| 1904 | Ottawa Silver Seven                 |                                     | Montreal Wanderers                  | FAHL                                |                                     |
| 1904 | Ottawa Silver Seven                 |                                     | Brandon Wheat Kings                 | MNHL                                |                                     |
| 1905 | Ottawa Silver Seven                 |                                     | Dawson City Nuggets                 |                                     |                                     |
| 1905 | Ottawa Silver Seven                 |                                     | Rat Portage Thistles                |                                     |                                     |
| 1906 | Ottawa Silver Seven                 | ECAHA                               | Queen's University                  |                                     |                                     |
| 1906 | Ottawa Silver Seven                 | ECAHA                               | Smiths Falls                        | FAHL                                |                                     |
| 1906 | Montreal Wanderers                  | ECAHA                               | Ottawa Silver Seven                 | ECAHA                               |                                     |
| 1906 | Montreal Wanderers                  | ECAHA                               | New Glasgow Cubs                    |                                     |                                     |
| 1907 | Kenora Thistles                     | MPHL                                | Montreal Wanderers                  | ECAHA                               |                                     |
| 1907 | Montreal Wanderers                  | ECAHA                               | Kenora Thistles                     |                                     |                                     |
| 1908 | Montreal Wanderers                  | ECAHA                               | Ottawa Victorias                    | FAHL                                |                                     |
| 1908 | Montreal Wanderers                  | ECAHA                               | Winnipeg Maple Leafs                | MHL                                 |                                     |
| 1908 | Montreal Wanderers                  | ECAHA                               | Toronto Trolley Leaguers            | OPHL                                |                                     |
| 1908 | Montreal Wanderers                  | ECAHA                               | Edmonton Eskimos                    | AHL                                 |                                     |
| 1909 | Ottawa Senators                     | ECAHA                               | Inga utmanare                       |                                     |                                     |
| 1910 | Montreal Wanderers                  | NHA                                 | Galt HC                             | OPHL                                |                                     |
| 1910 | Montreal Wanderers                  | NHA                                 | Edminton Eskimos                    | AHL                                 |                                     |
| 1910 | Montreal Wanderers                  | NHA                                 | Berlin Union Jacks                  | OPHL                                |                                     |
| 1911 | Ottawa Senators                     | NHA                                 | Galt HC                             | OPHL                                |                                     |
| 1911 | Ottawa Senators                     | NHA                                 | Port Arthur Bearcats                | NOHA                                |                                     |
| 1912 | Quebec Bulldogs                     | NHA                                 | Moncton Victorias                   | MPHL                                | 2-0                                 |
| 1913 | Quebec Bulldogs                     | NHA                                 | Sidney Miners                       |                                     |                                     |
| 1914 | Toronto Blueshirts                  | NHA                                 | Montreal Canadiens                  | PCHA                                |                                     |
| 1914 | Toronto Blueshirts                  | NHA                                 | Victoria Aristocrats                | PCHA                                | 3-0                                 |
| 1915 | Vancouver Millionaires              | PCHA                                | Ottawa Senators                     | NHA                                 | 3-0                                 |
| 1916 | Montreal Canadiens                  | NHA                                 | Portland Rosebuds                   | PCHA                                | 3-2                                 |
| 1917 | Seattle Metropolitans               | PCHA                                | Montreal Canadiens                  | NHA                                 | 3-1                                 |
| 1918 | Toronto Arenas                      | NHL                                 | Vancouver Millionaires              | PCHA                                | 3-2                                 |
| 1919 | Inställt på grund av spanska sjukan | Inställt på grund av spanska sjukan | Inställt på grund av spanska sjukan | Inställt på grund av spanska sjukan | Inställt på grund av spanska sjukan |
| 1920 | Ottawa Senators                     | NHL                                 | Seattle Metropolitans               | PCHA                                | 3-2                                 |
| 1921 | Ottawa Senators                     | NHL                                 | Vancouver Millionaires              | PCHA                                | 3-2                                 |
| 1922 | Toronto St. Patricks                | NHL                                 | Vancouver Millionaires              | PCHA                                | 3-2                                 |
| 1923 | Ottawa Senators                     | NHL                                 | Vancouver Maroons                   | PCHA                                | 3-1                                 |
| 1924 | Montreal Canadiens                  | NHL                                 | Vancouver Maroons                   | PCHA                                | 2-0                                 |
| 1925 | Victoria Cougars                    | WHL                                 | Montreal Canadiens                  | NHL                                 | 3-1                                 |
| 1926 | Montreal Maroons                    | NHL                                 | Victoria Cougars                    | WHL                                 | 3-1                                 |

### 1927–
Sedan säsongen 1926–1927 tävlar enbart NHL-klubblag om Stanley Cup.
| År   | Vinnare                               | Finalmotståndare                      | Resultat                              |                                       |
| ---- | ------------------------------------- | ------------------------------------- | ------------------------------------- | ------------------------------------- |
| 1927 | Ottawa Senators                       | Boston Bruins                         | 2-2-0                                 |                                       |
| 1928 | New York Rangers                      | Montreal Maroons                      | 3-2                                   |                                       |
| 1929 | Boston Bruins                         | New York Rangers                      | 2-0                                   |                                       |
| 1930 | Montreal Canadiens                    | Boston Bruins                         | 2-0                                   |                                       |
| 1931 | Montreal Canadiens                    | Chicago Blackhawks                    | 3-2                                   |                                       |
| 1932 | Toronto Maple Leafs                   | New York Rangers                      | 3-0                                   |                                       |
| 1933 | New York Rangers                      | Toronto Maple Leafs                   | 3-1                                   |                                       |
| 1934 | Chicago Blackhawks                    | Detroit Red Wings                     | 3-1                                   |                                       |
| 1935 | Montreal Maroons                      | Toronto Maple Leafs                   | 3-0                                   |                                       |
| 1936 | Detroit Red Wings                     | Toronto Maple Leafs                   | 3-1                                   |                                       |
| 1937 | Detroit Red Wings                     | New York Rangers                      | 3-2                                   |                                       |
| 1938 | Chicago Blackhawks                    | Toronto Maple Leafs                   | 3-1                                   |                                       |
| 1939 | Boston Bruins                         | Toronto Maple Leafs                   | 4-1                                   |                                       |
| 1940 | New York Rangers                      | Toronto Maple Leafs                   | 4-2                                   |                                       |
| 1941 | Boston Bruins                         | Detroit Red Wings                     | 4-0                                   |                                       |
| 1942 | Toronto Maple Leafs                   | Detroit Red Wings                     | 4-3                                   |                                       |
| 1943 | Detroit Red Wings                     | Boston Bruins                         | 4-0                                   |                                       |
| 1944 | Montreal Canadiens                    | Chicago Blackhawks                    | 4-0                                   |                                       |
| 1945 | Toronto Maple Leafs                   | Detroit Red Wings                     | 4-3                                   |                                       |
| 1946 | Montreal Canadiens                    | Boston Bruins                         | 4-1                                   |                                       |
| 1947 | Toronto Maple Leafs                   | Montreal Canadiens                    | 4-2                                   |                                       |
| 1948 | Toronto Maple Leafs                   | Detroit Red Wings                     | 4-0                                   |                                       |
| 1949 | Toronto Maple Leafs                   | Detroit Red Wings                     | 4-0                                   |                                       |
| 1950 | Detroit Red Wings                     | New York Rangers                      | 4-3                                   |                                       |
| 1951 | Toronto Maple Leafs                   | Montreal Canadiens                    | 4-1                                   |                                       |
| 1952 | Detroit Red Wings                     | Montreal Canadiens                    | 4-0                                   |                                       |
| 1953 | Montreal Canadiens                    | Boston Bruins                         | 4-1                                   |                                       |
| 1954 | Detroit Red Wings                     | Montreal Canadiens                    | 4-3                                   |                                       |
| 1955 | Detroit Red Wings                     | Montreal Canadiens                    | 4-3                                   |                                       |
| 1956 | Montreal Canadiens                    | Detroit Red Wings                     | 4-1                                   |                                       |
| 1957 | Montreal Canadiens                    | Boston Bruins                         | 4-1                                   |                                       |
| 1958 | Montreal Canadiens                    | Boston Bruins                         | 4-2                                   |                                       |
| 1959 | Montreal Canadiens                    | Toronto Maple Leafs                   | 4-1                                   |                                       |
| 1960 | Montreal Canadiens                    | Toronto Maple Leafs                   | 4-0                                   |                                       |
| 1961 | Chicago Blackhawks                    | Detroit Red Wings                     | 4-2                                   |                                       |
| 1962 | Toronto Maple Leafs                   | Chicago Blackhawks                    | 4-2                                   |                                       |
| 1963 | Toronto Maple Leafs                   | Detroit Red Wings                     | 4-1                                   |                                       |
| 1964 | Toronto Maple Leafs                   | Detroit Red Wings                     | 4-3                                   |                                       |
| 1965 | Montreal Canadiens                    | Chicago Blackhawks                    | 4-3                                   |                                       |
| 1966 | Montreal Canadiens                    | Detroit Red Wings                     | 4-2                                   |                                       |
| 1967 | Toronto Maple Leafs                   | Montreal Canadiens                    | 4-2                                   |                                       |
| 1968 | Montreal Canadiens                    | St. Louis Blues                       | 4-0                                   |                                       |
| 1969 | Montreal Canadiens                    | St. Louis Blues                       | 4-0                                   |                                       |
| 1970 | Boston Bruins                         | St. Louis Blues                       | 4-0                                   |                                       |
| 1971 | Montreal Canadiens                    | Chicago Blackhawks                    | 4-3                                   |                                       |
| 1972 | Boston Bruins                         | New York Rangers                      | 4-2                                   |                                       |
| 1973 | Montreal Canadiens                    | Chicago Blackhawks                    | 4-2                                   |                                       |
| 1974 | Philadelphia Flyers                   | Boston Bruins                         | 4-2                                   |                                       |
| 1975 | Philadelphia Flyers                   | Buffalo Sabres                        | 4-2                                   |                                       |
| 1976 | Montreal Canadiens                    | Philadelphia Flyers                   | 4-0                                   |                                       |
| 1977 | Montreal Canadiens                    | Boston Bruins                         | 4-0                                   |                                       |
| 1978 | Montreal Canadiens                    | Boston Bruins                         | 4-2                                   |                                       |
| 1979 | Montreal Canadiens                    | New York Rangers                      | 4-1                                   |                                       |
| 1980 | New York Islanders                    | Philadelphia Flyers                   | 4-2                                   |                                       |
| 1981 | New York Islanders                    | Minnesota North Stars                 | 4-1                                   |                                       |
| 1982 | New York Islanders                    | Vancouver Canucks                     | 4-0                                   |                                       |
| 1983 | New York Islanders                    | Edmonton Oilers                       | 4-0                                   |                                       |
| 1984 | Edmonton Oilers                       | New York Islanders                    | 4-1                                   |                                       |
| 1985 | Edmonton Oilers                       | Philadelphia Flyers                   | 4-1                                   |                                       |
| 1986 | Montreal Canadiens                    | Calgary Flames                        | 4-1                                   |                                       |
| 1987 | Edmonton Oilers                       | Philadelphia Flyers                   | 4-3                                   |                                       |
| 1988 | Edmonton Oilers                       | Boston Bruins                         | 4-0                                   |                                       |
| 1989 | Calgary Flames                        | Montreal Canadiens                    | 4-2                                   |                                       |
| 1990 | Edmonton Oilers                       | Boston Bruins                         | 4-1                                   |                                       |
| 1991 | Pittsburgh Penguins                   | Minnesota North Stars                 | 4-2                                   |                                       |
| 1992 | Pittsburgh Penguins                   | Chicago Blackhawks                    | 4-0                                   |                                       |
| 1993 | Montreal Canadiens                    | Los Angeles Kings                     | 4-1                                   |                                       |
| 1994 | New York Rangers                      | Vancouver Canucks                     | 4-3                                   |                                       |
| 1995 | New Jersey Devils                     | Detroit Red Wings                     | 4-0                                   |                                       |
| 1996 | Colorado Avalanche                    | Florida Panthers                      | 4-0                                   |                                       |
| 1997 | Detroit Red Wings                     | Philadelphia Flyers                   | 4-0                                   |                                       |
| 1998 | Detroit Red Wings                     | Washington Capitals                   | 4-0                                   |                                       |
| 1999 | Dallas Stars                          | Buffalo Sabres                        | 4-2                                   |                                       |
| 2000 | New Jersey Devils                     | Dallas Stars                          | 4-2                                   |                                       |
| 2001 | Colorado Avalanche                    | New Jersey Devils                     | 4-3                                   |                                       |
| 2002 | Detroit Red Wings                     | Carolina Hurricanes                   | 4-1                                   |                                       |
| 2003 | New Jersey Devils                     | Anaheim Mighty Ducks                  | 4-3                                   |                                       |
| 2004 | Tampa Bay Lightning                   | Calgary Flames                        | 4-3                                   |                                       |
| 2005 | Säsongen inställd på grund av lockout | Säsongen inställd på grund av lockout | Säsongen inställd på grund av lockout | Säsongen inställd på grund av lockout |
| 2006 | Carolina Hurricanes                   | Edmonton Oilers                       | 4-3                                   |                                       |
| 2007 | Anaheim Ducks                         | Ottawa Senators                       | 4-1                                   |                                       |
| 2008 | Detroit Red Wings                     | Pittsburgh Penguins                   | 4-2                                   |                                       |
| 2009 | Pittsburgh Penguins                   | Detroit Red Wings                     | 4-3                                   |                                       |
| 2010 | Chicago Blackhawks                    | Philadelphia Flyers                   | 4-2                                   |                                       |
| 2011 | Boston Bruins                         | Vancouver Canucks                     | 4-3                                   |                                       |
| 2012 | Los Angeles Kings                     | New Jersey Devils                     | 4-2                                   |                                       |
| 2013 | Chicago Blackhawks                    | Boston Bruins                         | 4-2                                   |                                       |
| 2014 | Los Angeles Kings                     | New York Rangers                      | 4-1                                   |                                       |
| 2015 | Chicago Blackhawks                    | Tampa Bay Lightning                   | 4-2                                   |                                       |
| 2016 | Pittsburgh Penguins                   | San Jose Sharks                       | 4-2                                   |                                       |
| 2017 | Pittsburgh Penguins                   | Nashville Predators                   | 4-2                                   |                                       |
| 2018 | Washington Capitals                   | Vegas Golden Knights                  | 4-1                                   |                                       |
| 2019 | St. Louis Blues                       | Boston Bruins                         | 4-3                                   |                                       |
| 2020 | Tampa Bay Lightning                   | Dallas Stars                          | 4-2                                   |                                       |
| 2021 | Tampa Bay Lightning                   | Montreal Canadiens                    | 4-1                                   |                                       |
| 2022 | Colorado Avalanche                    | Tampa Bay Lightning                   | 4-2                                   |                                       |
| 2023 | Vegas Golden Knights                  | Florida Panthers                      | 4-1                                   |                                       |
| 2024 | Florida Panthers                      | Edmonton Oilers                       | 4-3                                   |                                       |
| 2025 | Florida Panthers                      | Edmonton Oilers                       | 4-2                                   |                                       |